# Babingtonita
La babingtonita és un mineral de la classe dels silicats, subgrup inosilicats, que pertany al grup de la rodonita. Rep el seu nom del metge i mineralogista irlandès William Babington (1757-1833).

## Característiques
La babingtonita és un mineral compost principalment per silicat de calci, ferro i manganès amb fórmula química Ca₂(Fe,Mn)FeSi₅O14(OH). A més dels elements de la seva fórmula també pot contenir impureses de titani, alumini, magnesi i sodi. És de color verd molt fosc o pràcticament negre, translúcid quan es troba en cristalls prims, i cristal·litza en el sistema triclínic en grups de cristalls prismàtics. Es troba amb minerals de la família de les zeolites en cavitats en roques volcàniques. La babingtonita conté alhora ferro(2+) i ferro(3+), i presenta un magnetisme dèbil. La seva duresa a l'escala de Mohs és de 5,5 a 6.
Segons la classificació de Nickel-Strunz, la babingtonita pertany a «09.DK - Inosilicats amb 5 cadenes senzilles periòdiques» juntament amb els següents minerals: litiomarsturita, manganbabingtonita, marsturita, nambulita, natronambulita, rodonita, escandiobabingtonita, fowlerita, santaclaraïta, saneroïta, hellandita-(Y), tadzhikita-(Ce), mottanaita-(Ce), ciprianiïta i hellandita-(Ce).

## Jaciments
Va ser descrit per primera vegada en 1824 a partir de mostres provinents d'Arendal, Aust-Agder, Noruega. Els millors exemplars de babingtonita del món s'extreuen actualment, acompanyats de prehnita i quars, a Qiaojia, prefectura de Zhaotong, província de Yunnan, Xina. Aquest jaciment xinès va ser descobert l'any 2003, i s'ha treballat únicament per a obtenir-ne mostres de col·lecció.